# Зуєва
Зу́єва (рос. Зуева) — присілок у складі Слободо-Туринського району Свердловської області. Входить до складу Усть-Ніцинського сільського поселення.
Населення — 155 осіб (2010, 152 у 2002).
Національний склад населення станом на 2002 рік: росіяни — 95 %.